# 隐花马先蒿
隐花马先蒿（学名：Pedicularis cryptantha）为列当科马先蒿属的植物，为中国的特有植物。分布在中国大陆的西藏等地，生长于海拔2,900米至3,400米的地区，多生长于河岸湿处及阴湿林下，目前尚未由人工引种栽培。

## 异名
- Pedicularis cryptantha Marq. et Airy Shaw ssp. erecta Tsoong